# 県営八代運動公園

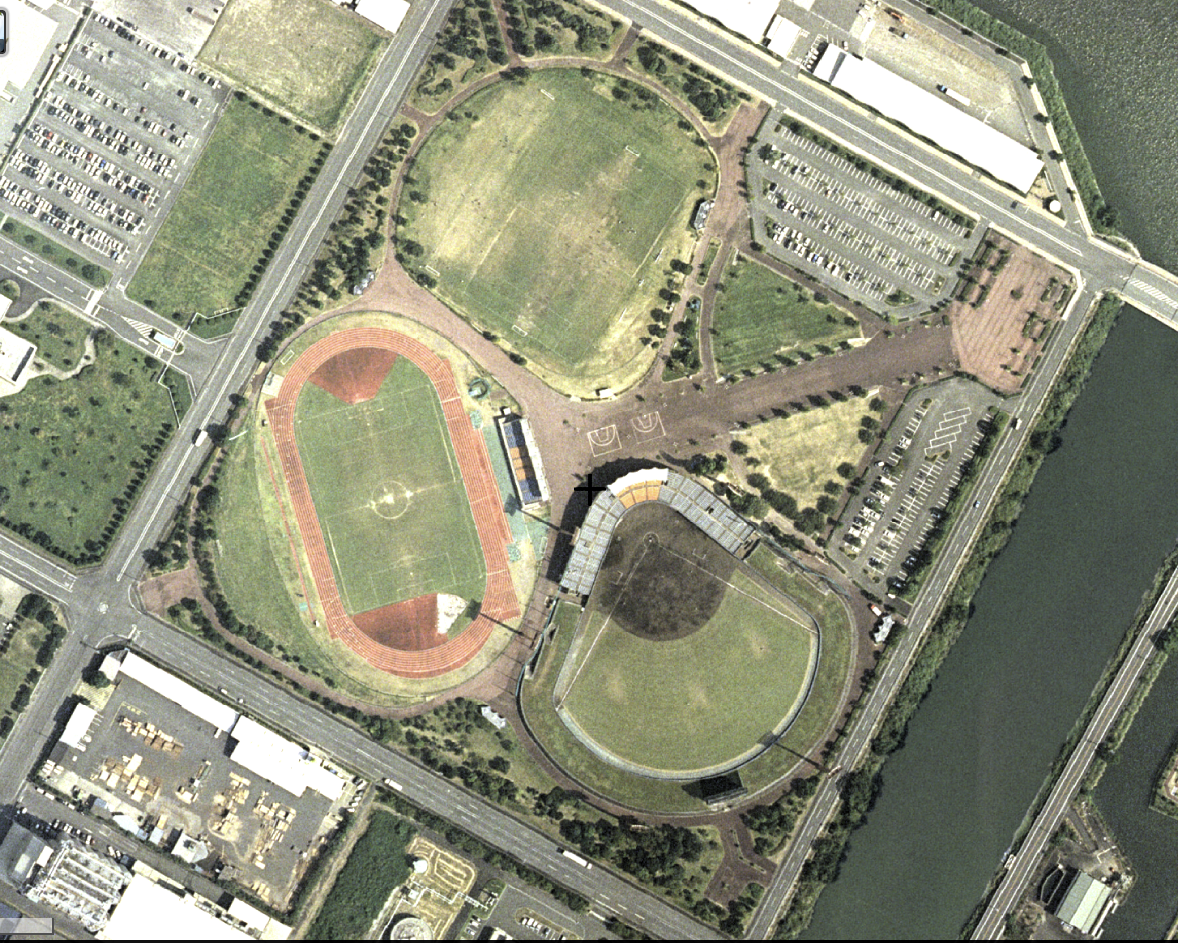
県営八代運動公園

熊本県営八代運動公園（くまもとけんえいやつしろうんどうこうえん）は、熊本県八代市新港町にある都市公園。敷地および施設は熊本県が所有し、熊本県スポーツ振興事業団・ミズノグループが指定管理者として運営管理を行っている。

## 概要
1988年に都市公園として計画された。
1992年には高校野球の県南のメイン会場として硬式野球場が完成し、1996年には陸上競技場が完成した。
公園内には、野球場、陸上競技場、多目的広場と、芝生広場がある。

## 施設

### 陸上競技場
日本陸上競技連盟の第3種公認を受けた陸上競技場である。
- フィールド：天然芝
- トラック：400m×8レーン、全天候舗装

### 野球場
2021年に開幕した九州アジアリーグの火の国サラマンダーズが当初の2年間に主催試合を開催した。2023年以降は設定されていない。
- 収容人数：約10,000人
- 両翼：97.6m
- 中堅：122.0m

## 交通アクセス

### バス
- JR九州鹿児島本線八代駅および新八代駅から神園交通すーぱーばんぺいゆ号に乗車し、神園外港車庫にて下車、徒歩20分

### 自動車
- 九州自動車道八代ICより車で約20分
- JR九州鹿児島本線八代駅から車で約20分